# Parascewa
Parascewa (gr. Παρασκευή, Paraskeuē – dosł. „przygotowanie”, także „piątek”, czyli dzień przygotowania do szabatu) – imię żeńskie pochodzenia greckiego, oznaczające dzień przygotowywania się do święta. Zdrobnienia i formy oboczne: Paraskiewia, Praskowia, Prascewa, Prascewia, Paraska, Pasza. Popularne było niegdyś na Ukrainie, nieco mniej w Rosji.
W Polsce rzadkie. W styczniu 2024 r. w rejestrze PESEL, wśród publicznie dostępnych danych dotyczących osób żyjących, wykazano 98 kobiet o imieniu Paraska, 38 – Paraskiewia, 8 kobiet o imieniu Paraskiewa, 5 – Paraskeva, 4 – Paraskowia, 4 – Praskowia, nadanym jako imię pierwsze.
Parascewa imieniny obchodzi 20 marca, 26 lipca, 14 października, 12 listopada i 23 listopada.

## Imienniczki
- św. Paraskiewa – bułgarska mniszka, święta prawosławna,
- Paraskiewa Matijeszyna (zm. 1953) – mniszka, święta Rosyjskiego Kościoła Prawosławnego,
- Pasza Sarowska (zm. 1915) – mniszka, święta Rosyjskiego Kościoła Prawosławnego,
- Pasza Christowa – bułgarska piosenkarka,
- Praskowja Parchomienko – radziecka astronom,
- Praskowja Wiszniakowa – radziecka działaczka partyjna.